# Andreas Kulick
Andreas Kulick (* 26. Oktober 1982 in Heidelberg) ist ein deutscher Rechtswissenschaftler und Professor für Völkerrecht und Öffentliches Recht an der Johannes Gutenberg-Universität Mainz.

## Biographie
Andreas Kulick studierte Rechtswissenschaft an der Albert-Ludwigs-Universität Freiburg und der Humboldt-Universität zu Berlin sowie an der Universität Genf und dem Genfer Institut de hautes études internationales et du développement (IHEID). Er absolvierte einen Master of Laws an der New York University. 2011 wurde er an der Eberhard Karls Universität Tübingen unter Betreuung von Martin Nettesheim mit der Dissertation Global Public Interest in International Investment Law zum Dr. iur. promoviert. 2012 absolvierte er die Zweite Juristische Staatsprüfung in Berlin. Im Jahr 2019 wurde er an der Eberhard Karls Universität Tübingen wiederum unter Betreuung von Martin Nettesheim mit der Habilitationsschrift Horizontalwirkung im Vergleich. Ein Plädoyer für die Geltung der Grundrechte zwischen Privaten habilitiert und erhielt die venia legendi für Öffentliches Recht, Europarecht und Völkerrecht. Seit 2024 ist er Inhaber einer W3-Professur für Völkerrecht und Öffentliches Recht an der Johannes Gutenberg-Universität Mainz.

## Publikationen (Auswahl)
- Horizontalwirkung im Vergleich. Ein Plädoyer für die Geltung der Grundrechte zwischen Privaten. Mohr Siebeck, Tübingen 2020, ISBN 978-3-16-159403-8. (Habilitationsschrift)
- Global Public Interest in International Investment Law. Cambridge University Press, Cambridge 2012, ISBN 978-1-139-12897-1. (Dissertation)